# Chiddingstone Causeway
Chiddingstone Causeway est un village du Kent, en Angleterre.